# Pseudodaphnella
Pseudodaphnella is een geslacht van weekdieren uit de klasse van de Gastropoda (slakken).

## Soorten
- Pseudodaphnella alternans (E. A. Smith, 1882)
- Pseudodaphnella attenuata Hedley, 1922
- Pseudodaphnella barnardi (Brazier, 1876)
- Pseudodaphnella boholensis Fedosov & Puillandre, 2012
- Pseudodaphnella cnephaea (Melvill & Standen, 1896)
- Pseudodaphnella crasselirata (Hervier, 1897)
- Pseudodaphnella crypta Fedosov & Puillandre, 2012
- Pseudodaphnella daedala (Reeve, 1846)
- Pseudodaphnella excellens (G. B. Sowerby III, 1913)
- Pseudodaphnella fallax Fedosov & Puillandre, 2012
- Pseudodaphnella granicostata (Reeve, 1846)
- Pseudodaphnella hadfieldi (Melvill & Standen, 1895)
- Pseudodaphnella infrasulcata (Garrett, 1873)
- Pseudodaphnella intaminata (Gould, 1860)
- Pseudodaphnella kilburni Fedosov & Puillandre, 2012
- Pseudodaphnella lemniscata (G. Nevill & H. Nevill, 1869)
- Pseudodaphnella leuckarti (Dunker, 1860)
- Pseudodaphnella lineata Fedosov & Puillandre, 2012
- Pseudodaphnella martensi (G. Nevill & H. Nevill, 1875)
- Pseudodaphnella nebulosa (Pease, 1860)
- Pseudodaphnella nexa (Reeve, 1845)
- Pseudodaphnella nodorete (May, 1915)
- Pseudodaphnella nympha Fedosov & Puillandre, 2012
- Pseudodaphnella oligoina Hedley, 1922
- Pseudodaphnella phaeogranulata Fedosov & Puillandre, 2012
- Pseudodaphnella philippinensis (Reeve, 1843)
- Pseudodaphnella pulchella (Pease, 1860)
- Pseudodaphnella pustulata (Angas, 1877)
- Pseudodaphnella ramsayi (Brazier, 1876)
- Pseudodaphnella retellaria Hedley, 1922
- Pseudodaphnella rottnestensis Cotton, 1947
- Pseudodaphnella rubroguttata (H. Adams, 1872)
- Pseudodaphnella rufolirata (Hervier, 1897)
- Pseudodaphnella santoa Fedosov & Puillandre, 2012
- Pseudodaphnella spyridula (Melvill & Standen, 1896)
- Pseudodaphnella stipata Hedley, 1922
- Pseudodaphnella sudafricana Fedosov & Puillandre, 2012
- Pseudodaphnella tincta (Reeve, 1846)
- Pseudodaphnella variegata Fedosov & Puillandre, 2012
- Pseudodaphnella virgo (Schepman, 1913)